# RTÉ Raidió na Gaeltachta
Raidió na Gaeltachta est une des quatre stations de radio publiques en Irlande. Elle émet entièrement en irlandais.
Elle fait partie du groupe média Raidió Teilifís Éireann (RTÉ). Elle a quatre studios répartis en Irlande et en Irlande du Nord surtout dans les zones gaélophones Gaeltacht des comtés de Donegal, Galway, Kerry, Mayo et à Dublin.